# Сітте (село)
Сітте (рос. Ситте) — село у Кобяйському улусі Республіки Сахи Російської Федерації.
Населення становить 476 осіб. Належить до муніципального утворення Сіттинський наслег.

## Географія

### Клімат
| Клімат Сітте              | Клімат Сітте | Клімат Сітте | Клімат Сітте | Клімат Сітте | Клімат Сітте | Клімат Сітте | Клімат Сітте | Клімат Сітте | Клімат Сітте | Клімат Сітте | Клімат Сітте | Клімат Сітте | Клімат Сітте |
| Показник                  | Січ.         | Лют.         | Бер.         | Квіт.        | Трав.        | Черв.        | Лип.         | Серп.        | Вер.         | Жовт.        | Лист.        | Груд.        | Рік          |
| Середній максимум, °C     | −37,5        | −31          | −15,4        | −0,8         | 11,0         | 21,0         | 24,4         | 20,4         | 10,5         | −4,9         | −25,5        | −34,9        | −5           |
| Середня температура, °C   | −40,9        | −35,8        | −22,8        | −8,1         | 5,0          | 14,4         | 17,8         | 14,0         | 5,3          | −9,2         | −29,6        | −38,5        | −10          |
| Середній мінімум, °C      | −44,2        | −40,6        | −30,2        | −15,3        | −0,9         | 7,9          | 11,2         | 7,6          | 0,1          | −13,4        | −33,6        | −42          | −16          |
| Норма опадів, мм          | 9            | 6            | 6            | 9            | 21           | 41           | 44           | 42           | 30           | 20           | 14           | 11           | 253          |
| ------------------------- | ------------ | ------------ | ------------ | ------------ | ------------ | ------------ | ------------ | ------------ | ------------ | ------------ | ------------ | ------------ | ------------ |
| Джерело: climate-data.org |              |              |              |              |              |              |              |              |              |              |              |              |              |

## Історія
Згідно із законом від 30 листопада 2004 року органом місцевого самоврядування є Сіттинський наслег.

## Населення
| 2002 | 2010 | 2012 | 2013 | 2014 | 2015 | 2016 |
| ---- | ---- | ---- | ---- | ---- | ---- | ---- |
| 466  | ↗503 | →503 | ↘496 | ↘495 | ↘490 | ↘479 |
| 2017 | 2018 |      |      |      |      |      |
| ↗484 | ↘476 |      |      |      |      |      |